# أبو القاسم الشابي
أبو القاسم بن محمد الشَّابِّي الهذلي الملقَّب بشاعر الخضراء (1327- 1353 هـ / 1909- 1934 م) شاعر عربي تونسي من العصر الحديث ولد في قرية الشَّابِّية في ولاية توزر.

## سيرته

### النشأة
ولد أبو القاسم الشابي في يوم الأربعاء في الرابع والعشرين من فبراير عام 1909م الموافق للثالث من شهر صفر سنة 1327 هـ في قرية الشَّابِّية في ولاية توزر بتونس.

وقد كان ميلاده في عائلة ثرية ومتعلمة حيث درس والده محمد الشابي في جامعة الزيتونة ثم التحق في 1901 بجامع الأزهر بالقاهرة وعندما تحصل على الإجازة عاد إلى تونس ليتم تعينه قاضياً. قضى أبوه، الشيخ محمد الشابي حياته الوظيفية في القضاء بمختلف المدن التونسية، ومن الأرجح أن يكون الشيخ محمد نقل أسرته معه وفيها ابنه البكر أبو القاسم وهو يتنقل بين هذه البلدان، ويبدو أن الشابي الكبير قد بقي في زغوان إلى صفر من سنة 1348هـ – أو آخر تموز-يوليو 1929 حينما مرض مرضه الأخير ورغب في العودة إلى توزر، ولم يعش الشيخ محمد الشابي طويلاً بعد رجوعه إلى توزر فقد توفي في الثامن من أيلول –سبتمبر 1929 الموافق للثالث من ربيع الثاني 1348 هـ.
كان الشيخ محمد الشابي رجلاً صالحاً تقياً يقضي يومه بين المسجد والمحكمة والمنزل وفي هذا الجو نشأ أبو القاسم الشابي، ومن المعروف أن للشابي ثلاثة إخوة هم محمد الأمين وعبد الله وعبد الحميد أما محمد الأمين فقد ولد في عام 1917 في قابس ثم مات عنه أبوه وهو في الحادية عشر من عمره ولكنه أتم تعليمه في المدرسة الصادقية أقدم المدارس في القطر التونسي لتعليم العلوم العصرية واللغات الأجنبية وقد أصبح الأمين مدير فرع خزنة دار المدرسة الصادقية نفسها وكان الأمين الشابي أول وزير للتعليم في الوزارة الدستورية الأولى في عهد الاستقلال فتولى المنصب من عام 1956 إلى عام 1958م.
يبدو بوضوح أن الشابي كان يعلم على أثر تخرجه في جامع الزيتونة أعرق الجامعات العربية أو قبلها بقليل أن قلبه مريض ولكن أعراض الداء لم تظهر عليه واضحة إلا في عام 1929 وكان والده يريده أن يتزوج فلم يجد أبو القاسم الشابي للتوفيق بين رغبة والده وبين مقتضيات حالته الصحية بداً من أن يستشير طبيباً في ذلك وذهب الشابي برفقة صديقة زين العابدين السنوسي لاستشارة الدكتور محمود الماطري وهو من نطس الأطباء، ولم يكن قد مضى على ممارسته الطب يومذاك سوى عامين وبسط الدكتور الماطري للشابي حالة مرضه وحقيقة أمر ذلك المرض غير أن الدكتور الماطري حذر الشابي على أية حال من عواقب الإجهاد الفكري والبدني وبناء على رأي الدكتور الماطري وامتثالاً لرغبة والده عزم الشابي على الزواج وعقد قرانه.[بحاجة لمصدر]

### المرض

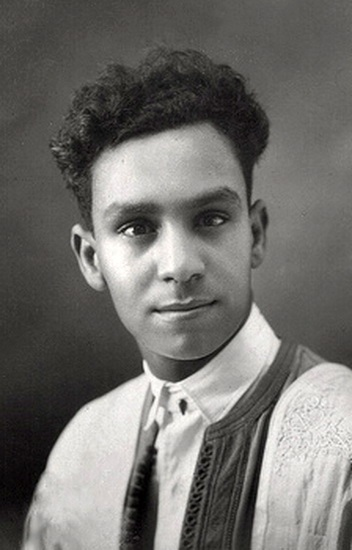
أبو القاسم الشابي

يبدو أن الشابي كان مصاباً بالقلب منذ نشأته وأنه كان يشكو انتفاخاً وتفتحاً في قلبه ولكن حالته ازدادت سوءاً فيما بعد بعوامل متعددة منها التطور الطبيعي للمرض بعامل الزمن، والشابي كان في الأصل ضعيف البنية ومنها أحوال الحياة التي تقلّب فيها طفلاً ومنها الأحوال السيئة التي كانت تحيط بالطلاب عامة في مدارس السكنى التابعة للزيتونة. ومنها الصدمة التي تلقاها بموت محبوبته الصغيرة ومنها فوق ذلك إهماله لنصيحة الأطباء في الاعتدال في حياته البدنية والفكرية ومنها أيضاً زواجه فيما بعد. لم يأتمر الشابي بنصيحة الأطباء إلا بترك الجري والقفز وتسلق الجبال والسياحة، ولعل الألم النفساني الذي كان يدخل عليه من الإضراب عن ذلك كان أشد عليه مما لو مارس بعض أنواع الرياضة باعتدال. يقول بإحدى يومياته الخميس 16-1-1930 وقد مر ببعض الضواحي: «ها هنا صبية يلعبون بين الحقول وهناك طائفة من الشباب الزيتوني والمدرسي يرتاضون في الهواء الطلق والسهل الجميل ومن لي بأن أكون مثلهم؟ ولكن أنّى لي ذلك والطبيب يحذر علي ذلك لأن بقلبي ضعفاً ! آه يا قلبي ! أنت مبعث آلامي ومستودع أحزاني وأنت ظلمة الأسى التي تطغى على حياتي المعنوية والخارجية».
وقد وصف الدكتور محمد فريد غازي مرض الشابي فقال: «إن صدقنا أطباؤه وخاصة الحكيم الماطري قلنا إن الشابي كان يألم من ضيق الأذنية القلبية أي أن دوران دمه الرئوي لم يكن كافياً وضيق الأذنية القلبية هو ضيق أو تعب يصيب مدخل الأذنية فيجعل سيلان الدم من الشرايين من الأذنية اليسرى نحو البطينة اليسرى سيلاناً صعباً أو أمراً معترضاً (سبيله) وضيق القلب هذا كثيرا ما يكون وراثياً وكثيراً ما ينشأ عن برد ويصيب الأعصاب والمفاصل، وهو يظهر في الأغلب عند الأطفال والشباب ما بين العاشرة والثلاثين وخاصة عند الأحداث على وشك البلوغ». وقد عالج الشابي عند الكثير من الأطباء منهم الطبيب التونسي الدكتور محمود الماطري ومنهم الطبيب الفرنسي الدكتور كالو والظاهر من حياة الشابي أن الأطباء كانوا يصفون له الإقامة في الأماكن المعتدلة المناخ. قضى الشابي صيف عام 1932 في عين دراهم مستشفياً وكان يصحبه أخوه محمد الأمين ويظهر أنه زار في ذلك الحين بلدة طبرقة برغم ما كان يعانيه من الألم، ثم أنه عاد بعد ذلك إلى توزر وفي العام التالي اصطاف في المشروحة إحدى ضواحي قسنطينة من أرض القطر الجزائري وهي منطقة مرتفعة عن سطح البحر تشرف على مساحات مترامية وفيها من المناظر الخلابة ومن البساتين ما يجعلها متعة الحياة الدنيا، وقد شهد الشابي بنفسه بذلك ومع مجيء الخريف عاد الشابي إلى تونس الحاضرة ليأخذ طريقة منها إلى توزر لقضاء الشتاء فيها. غير أن هذا التنقل بين المصايف والمشاتي لم يجدي الشابي نفعاً، فقد ساءت حاله في آخر عام 1933 واشتدت عليه الآلام فاضطر إلى ملازمة الفراش مدة. حتى إذا مر الشتاء ببرده وجاء الربيع ذهب الشابي إلى الحمّة أو الحامه (حامة توزر) طالباً الراحة والشفاء من مرضه المجهول وحجز الأطباء الاشتغال بالكتابة والمطالعة. وأخيراً أعيا الداء على التمريض المنزلي في الآفاق فغادر الشابي توزر إلى العاصمة في 26-8-1934 وبعد أن مكث بضعة أيام في أحد فنادقها وزار حمام الأنف، أحد أماكن الاستجمام شرق مدينة تونس نصح له الأطباء بأن يذهب إلى أريانة وكان ذلك في أيلول واريانة ضاحية تقع على نحو خمسة كيلومترات إلى الشمال الشرقي من مدينة تونس وهي موصوفة بجفاف الهواء. ولكن حال الشابي ظلت تسوء وظل مرضه عند سواد الناس مجهولاً أو كالمجهول وكان الناس لا يزالون يتساءلون عن مرضه هذا: أداء السل هو أم مرض القلب؟.

## التأثيرات

### التأثيرات التي تلقاها الشابي

#### التأثيرات الأدبية للرومانسية الأوروبية
بقيت قصائد الشابي الأولى، التي كُتبت بين عامي 1924 و1927، عادية إلى حد ما وموضوعاتها (النساء كمصدر للإلهام، والنبيذ، والمفاخرة، والتأبين، إلخ) شائعة إلى حد ما في هذه الفترة. مع انبثاق إلهام أموي وعباسي وأندلسي.
ومع ذلك، فهو مشبع بقوة بالتيارات الأدبية والشعرية العربية، ويمثل قبل كل شيء الإرث المتأخر للرومانسية التي هيمنت على أوروبا من نهاية القرن الثامن عشر إلى منتصف القرن التاسع عشر. اللورد بايرون، الذي مات بطلاً خلال حرب الاستقلال اليونانية، ألهمه بالتأكيد لقصيدته «إرادة الحياة» (1933)، كما فعل جون كيتس، شاعر الحسية الجمالية، وبيرسي بيشي شيلي. وهكذا تذكر أغنية بروميثيوس صبحي حبشي بقصيدة شيلي بروميثيوس أنباوند (1920)، في حين أن عنوانها الأصلي (أغنية العملاق أو هكذا غنى لبروميثيوس) يستحضر نفس عنوان حبشي مثل عنوان عمل فريدريك نيتشه الفلسفي، هكذا تكلم زرادشت (1883). تستحضر هذه القصيدة استعارة النسر المرتبط ببروميثيوس، وبالتالي تستحضر الباتروس (1861) لتشارلز بودلير.
لكن، على عكس الشعراء الرومانسيين الفرنسيين مثل ألفريد دي فيني، ألفريد دي موسيه، فرانسوا رينيه دي شاتوبريان، لامارتين أو حتى فيكتور هوغو، لم يجعل الشابي العاطفة تسود على العقل والخيال على العقل.في التحليل النقدي. تشير الكاتبة والشاعرة التونسية سلوى راشدي إلى اختلاف آخر بين الشابي والرومانسيين الأوروبيين: بالنسبة لهم، الرومانسية هي تيار مناهض للثورة، بينما بالنسبة للشابي، هي بالتحديد وسيلة للثورة ضد الشعراء العرب.
ومع ذلك، يمكن للمرء أن يلاحظ تشابهًا معينًا بين الشابي وآرثر رامبو في سرعة العبقرية، إذ يُقدّم الشابي غالبًا باسم «رامبو شمال إفريقيا». كما تجري الصحفية فوزية ميزي مقارنة مع جيرار دي نيرفال فيما يتعلق بالموضوعات المشتركة للظل والحلم. يشكو الشابي من استعارة عدم قدرته على فهم الفرنسية: «أنا مثل طائر له جناح واحد فقط. جناح به ريش ممزق» أو «لا أستطيع التحليق في عالم الأدب بجناح واحد فقط من الريش». حتى أن أمير غديرا يذهب إلى أبعد من ذلك حيث كتب أن «جاذبية الإلدورادو من حيث النسل الاقتصادي للعمال المهاجرين لها نفس طبيعة الانبهار الذي تمارسه الثقافة الفرنسية على الشابي».

#### تأثير المسيحية ومدرسة المهجر والرومانسية
كما تأثر الشابي بكتاب المهجر ومن أهم شعرائهم جبران خليل جبران (الذي وصفه الشابي بـ «العبقري والفنان الخالد») وإيليا أبو ماضي. وفقًا لتحليل جلال المخ، فإن التأثير المشترك لجبران والرومانسية على الشابي أدى إلى تشبع الأخير بمبادئ المسيحية. في الواقع، هكذا يمكننا أن نفسر وفقًا للمخ، استخدام الشابي للمصطلحات المتعلقة بهذا الدين، مثل هيكل (معبد)، وترانيم (جوقة أو ترانيم)، وتجديف، وأجراس، راهب)، قديس، إلخ. يشير المخ إلى أن الشابي قد تبنى مفاهيم وأفكارًا معينة تتعلق بهذا الدين، مثل تأليه المرأة، وتقديس الأمومة، وتمجيد الطفولة والمعاناة، إلخ. بالنسبة للمخ، لا يمكن استبعاد أن الشاب الشاب كان على علم بالكتاب المقدس والأناجيل. ومع ذلك، فإن المخ يحد من الإلهام الذي قد يكون الشابي قد استمده منه في هذه الشروط:
«إذا كان الشابي متأثرًا بشدة بالمسيحيين الرومانسيين المستوحاة من مبادئ الفكر التوراتي وحياة يسوع، فمن الصحيح مع ذلك أن شاعرنا عرف كيف يصوغ شخصيته بعيدًا عن أي تقليد أعمى.»

#### سياق تونس في الثلاثينيات
نمت خبرات الشابي ومعرفته بفضل التواصل مع الأوساط الأكاديمية والفنانين من مجموعة تحت السور («تحت الأسوار») التي كان عضوًا فيها لذلك يجب أيضًا وضع شعر الشابي في السياق الاجتماعي والثقافي لتونس في الثلاثينيات، ثم تحت الحماية الفرنسية، والتي تميزت بظهور حركة أفكار، مثل الرغبة في الإصلاح التربوي، والمفاهيم الثقافية مثل المساواة، الحركة الوطنية، العلاقة مع الآخرين، تفسير وتحليل التراث، حرية التعبير أو العمل النقابي.
تناول الشابي هذه الأفكار في محاضراته وفي مجلته. يشهد فيلم الفاضل الجزيري الروائي الثلاثون (صدر عام 2008) على انتماء الشابي إلى هذا السياق التاريخي المحدد. وتشبهه فوزية مزي أيضًا بـ «طاهر حداد من الشعر»، ينتمي حداد أيضًا إلى هذا الجيل الذي عُرض في فيلم الثلاثون.

## تأثيرات الشابي
لم يكن للشابي تأثير كبير على معاصريه. في ثلاثينيات القرن الماضي، لم يكن العالم العربي الخاضع للسيطرة الاستعمارية بالكامل مشمولاً، مع استثناءات قليلة، في التيارات الشعرية الحديثة مثل السريالية والمستقبلية والدادائية. حتى هذه الفترة، كانت هناك فجوة بين الشعر العربي والشعر الغربي الحديث، ولم يتخلل الشعر العربي بالكامل التيارات الشعرية الجديدة إلا خلال الأربعينيات.
لم يكن حتى سبعينيات القرن الماضي أن أطلقت الحركة الأدبية، في غير العمودي والحر، من قبل شعراء شباب مثل حبيب زناد وطاهر حمامي وفضيلة الشاب، ابن عم أبي القاسم والشبيبة. 15- أول شاعر يترك المقاييس الكلاسيكية. إنهم يحررون أنفسهم من المقاييس الشعرية العربية، وحتى الشعر الحر، وينغمسون في الشعر الحر لجاك بريفير لاستحضار التجارب اليومية بلغة ملونة يسهل الوصول إليها. بعيدًا عن هذه الحركة، يكتب شعراء آخرون مثل صلاح كرمادي في اللهمة الحية (1970) بالكلمات التونسية النموذجية، وحافظوا على الشعر حرًا ويبحثون عن موضوعات أكثر عالمية، مما يؤدي إلى زعزعة استقرار «شديد الالتزام».
حتى القرن الحادي والعشرين، ظل الشابي واحدًا من أكثر الشعراء العرب قراءة على نطاق واسع للمتحدثين باللغة العربية. وهو أيضًا أشهر شاعر تونسي في العالم العربي، ومن أعظم الشعراء العرب في القرن العشرين، وأعظم شعراء شمال أفريقيا في نفس القرن وشخصية مهمة في الأدب العربي الحديث. أصبحت ترانيمه «مؤثرة لشعراء تونس والعرب». أدرج شعره أيضًا في البرامج المدرسية والجامعية وأطروحاته مكرسة بانتظام له.

## الإرث

### الاعتراف المتأخر

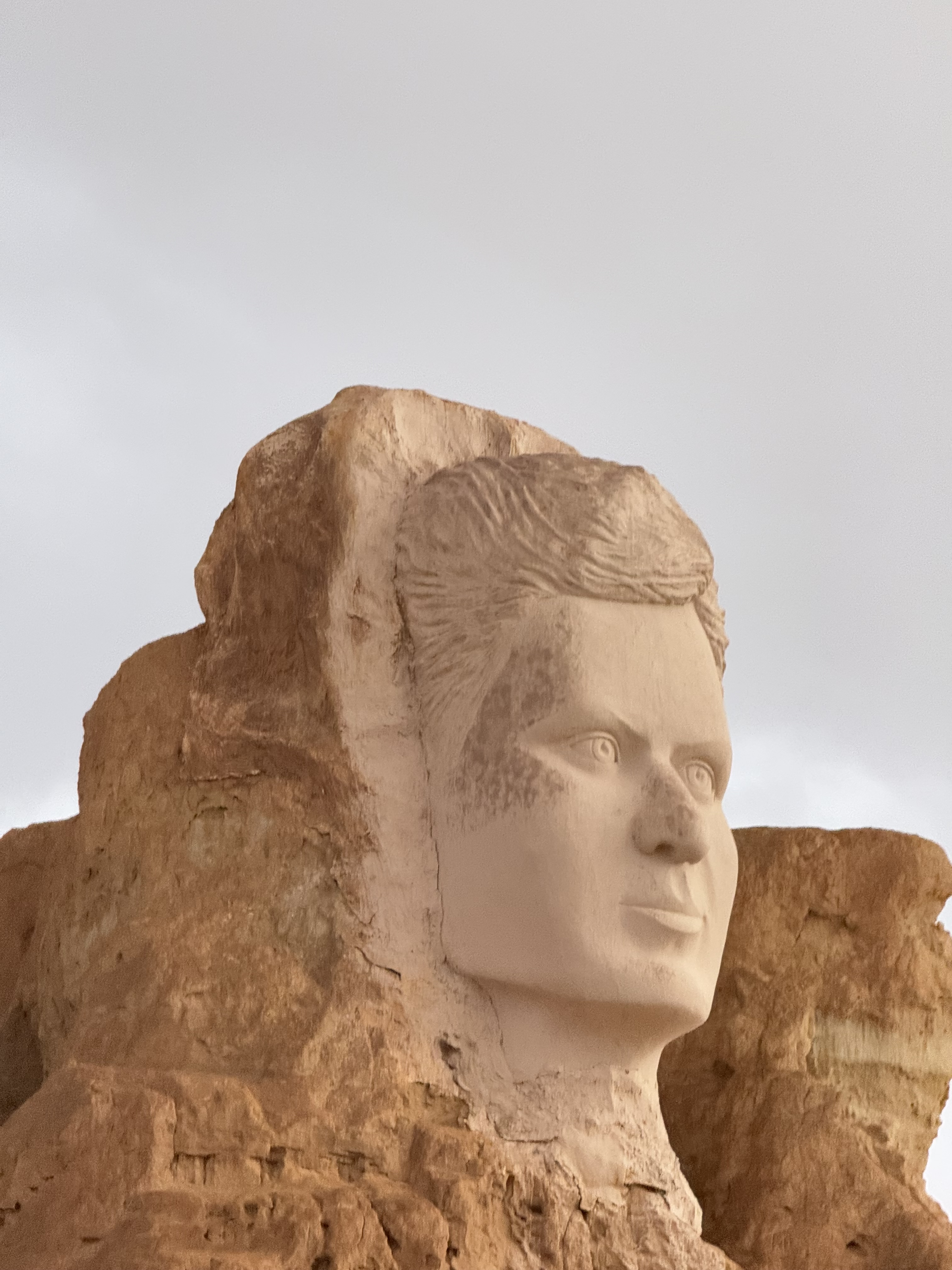
تمثال أبو القاسم الشابي في توزر

ترك الشابي ما مجموعه 132 قصيدة ومقالة نشرت في مجلات مختلفة في كل من مصر وتونس لكنه لم يفلح على الرغم من ثلاث محاولات قام بها، لنشر ديوانه، وهو مجموعة من القصائد التي اختارها قبل وقت قصير من وفاته وقد نُشرت فقط في عام 1955 في القاهرة بعد 21 عامًا. تم ذلك بفضل شقيقه الامين، ساعده الشاعر المصري أحمد زكي أبو شادي، فنان الرسوم المتحركة لمجلة أبولو. تُرجم الديوان إلى عدة لغات، وأُعيد إصداره في عدة مناسبات، لا سيما بمناسبة الذكرى السنوية الثلاثين لوفاته، مع مقدمة كتبها الأمين الشابي. وأدى هذه الاحتفال إلى مهرجان دولي يستمر من 24 إلى 28 فبراير 1966، وأعلن خلالها الشاذلي القليبي، وزير الثقافة،:
"إنها شهادة علي الإخلاص أن نفكر [...] لتوسيع دائرة المشاركين في هذه الذكرى السنوية، بحيث يكون هذا المهرجان في انسجام مع إرادة الشاعر [...]: واظهار التاثير الذي أراده في جميع أنحاء العالم العربي.
ويتم تنظيم ندوة بمناسبة الذكرى الخمسين لوفاته: يُنظر إلى الشابي على انه «الشاعر الصوفي والقومي والثوري والفيلسوف». كما يرفع ميخائيل النعيمي الشابي إلى مستوي «الشاعر الفريد». ومع ذلك فأن جان فونتين يلاحظ أنه على الرغم من أنه «يتحدث عنه ما لا يقل عن 2000 كتاب و600 مقال [...]، إلا أن القارئ ليست لديه أعماله الكاملة تحت تصرفه بعد. وتلك التي تم نشرها بواسطة دار النشر التونسية، بمناسبة الذكرى الخمسين لوفاته في عام 1984 (مجلدين بدون ترقيم للصفحات في كل مجلد)، ليست [كاملة]».
الاعتراف بعبقرية الشابي حدثت في الواقع في وقت متأخر. وعلي الرغم من أن حالته الصحية لم تكن جيدة، فقد ترك الشابي إرثا كبيرا. تأسف نجلاء العرفاوي أن الشابي هو «بشر وأن الطبيعة كانت قاسية» وتلخص قدرته على الجمع بين المرض والشعر في هذه الشروط: «في حربه ضد المرض، [...] كان الشعر بالنسبة له التعبير عن ألم المواجهة».
كان عام 2009 الذكرى المئوية لميلاد الشاعر. ولذلك تخللها برنامج ثقافي وأدبي، يهدف إلى إثراء الحياة الثقافية التونسية. وهكذا تم تكريمه يوم 9 يوليو في مهرجان قرطاج الدولي، خلال الاوبريت باسم الصباح الجديد، تحرير وإخراج وحيدة صغير بلطجي، ومشهد لحاتم دربال مع موسيقى الملحن رشيد يديس وسيناريو محسن بن نفيسة، ولعب دور الشاعر الممثل مهدي عياش. وبالإضافة إلى ذلك، بنك تونس (BT) نشر مجموعة من قصائده الثلاثين، مع مقدمة جديدة لرئيسه التنفيذي علياء عبد الله. وهذا الكتاب هو في الواقع إعادة إصدار لمجموعة نشرت أصلا في عام 1984 بمناسبة الذكرى المئوية للبنك ويتضمن مقدمة من قبل عز الدين مدني وإدخال بوبكر مبروك، الرئيس التنفيذي السابق لBT. في طبعة عام 2009، هو منمق النص مع لوحات من عبد العزيز القرجي، محمود السهيلي، حاتم المكي وزبير تركي.
في 24 أكتوبر عام 2010، فاز الفيلم التونسي أبو القاسم الشابي، شاعر الحب والحرية (2009) في سباق الجائزة الكبرى لمهرجان خريبكا السينمائي الدولي. وهو فيلم وثائقي لمدة أربعين دقيقة من إخراج وإنتاج هاجر بن نصر وفاز أيضًا بجائزة لجنة تحكيم نور الدين كاشتي للنقد.
القصيدة إلى طغاة العالم أصبحت الشعار الشهير في عام 2011 كجزء من الثورة التونسية، ثم المصرية. ومن هذا المنطلق، أصدر المغربي رضا علالي، زعيم هوبا هوبا سبيريت عام 2011 أغنية بعنوان إرادة الحياة حيث يمزج بين اقتباسات من القصيدة التي تحمل نفس الاسم وشعارات متظاهري حركة 20 فبراير.

## التكريم
في عام 1953، نشرت مجموعة حول العالم (بالفرنسية: Autour du monde) بعضًا من قصائده المترجمة إلى الفرنسية من إصدار دار النشر الفرنسية سغرز في باريس (بالفرنسية: éditions Seghers). في يونيو 1955، بمناسبة عودة الحبيب بورقيبة إلى تونس أول بيتين من قصيدة إرادة الحياة تم دمجها في نهاية النشيد الوطني التونسي حماة الحمى، ربما من قبل الشاعر الوطني منجي سليم:
وهناك جائزة أدبية، ابتكرها بوبكر المبروك، في عام 1984 أو 1986 وفقاً للمصادر، يكافئ سنوياً كل كاتب تونسي يكتب في القصة أو الشعر أو المسرح أو الرواية، ومنذ عام 1994 كل مؤلف عربي الجائزة التي وضعت تحت رعاية وزارة الثقافة بلغت قيمتها 10.000 دينار تونسي 2010.
ويوجد أيضا في توزر، مسقط رأس الشابي، العديد من الآثار: كقبره، الذي تحول إلى ضريح، تم افتتاحه في 17 مايو 1946، مع ميدالية برونزية مختومة في جدار باب الحواء في عام 1995، وأقيم تمثال للشابي في المنطقة السياحية في عام 2000 وتمثال نصفي كبير حول توزر، في عام 2002.
وأشاد به معرض اللوحات في متحف دار تشيريت، الذي تأسس في عام 1990 من قبل عبد الرزاك تشيريت في توزر.
صورة الشابي موجودة على أربعة من طوابع البريد التونسي بناء على رسومات حاتم المكي ويسري الجاموسي وإسكندر قادر، وكذلك على عملة من فئة دينار الصادرة في 7 نوفمبر 1997 من قبل البنك المركزي التونسي  ثم فئة عشرة دينار صادرة في 28 نوفمبر 2013. وأخيرا، الشوارع، المربعات، والمدرسة الثانوية في القصرين، وهو نادي أدبي يقع في الواردات وقاعة القصر الرئاسي في قرطاج تحمل اسمه.

## المنشورات
- يا حب (1924)
- تونس الجميلة، 1925
- الحرب (1926)
- شكوى اليتيم، 1926
- أغنية الرعد (1926)
- الشعر (1927)
- نهر الحب (1927)
- من أمس إلى اليوم (1927)
- تألق الحقيقة (1927)
- الخيال الشعري عند العرب، والمحاكمة-مؤتمر (1929)
- في قلبي الكثير (1929)
- الله (إلى الله، 1929)
- يا ابن أمي (يا أخي، 1929)
- النبي المجهول (1930)
- صلوات في معبد الحب، 1931
- الرعوية (1933)
- إرادة الحياة، 1933
- أغنياتي (1933)
- تحت الفروع (1933)
- الأغنية من بروميثيوس (1933)
- الاعتراف (1934)
- قلب الشاعر (1934)
- إلى طغاة العالم، 1934
- أغاني الحياة، 1955
- مجلة (1965[56])
- مراسلات (1965)

وقد ترجمت أكثر قصائد الشابي إلى اللغة الفرنسية من قبل أمير غديرا. في ندوة حول موضوع «الترجمة من الأدب التونسي إلى لغات أجنبية»، كان رفيق بن أونيس هو الوحيد الذي اصدر رأي إيجابي على الترجمة التي درسها في الجلسة العلمية الثانية، وفقا ل بن اونيس، هذه الترجمة هي قصائد الشابي الوحيدة التي وصلت إلى درجة الكمال. في الدورة العلمية الثالثة، لاحظ أحمد ريمادي «بعض التناقضات الطفيفة» في الترجمة الفرنسية لصحيفة الشابي التي كتبها منجي الشملي ومحمد بن إسماعيل. واوضحا لا يزال يحتاج الأمر إلى «جهد كبير لنقل أفكار الشابي الي اللغة الفرنسية بكل معنى الكلمة».

في 2019، نشرت طبعات LCM مجموعة من نصوص مختارة لأبو القاسم الشابي، ترجمة إيناس الحرشاني، والتي أخذت التعبير العربي ليت شعري. هذه المختارات تسلط الضوء على الشعور بالوحدة لدي الشاعر وحاجته للعدالة والجمال.

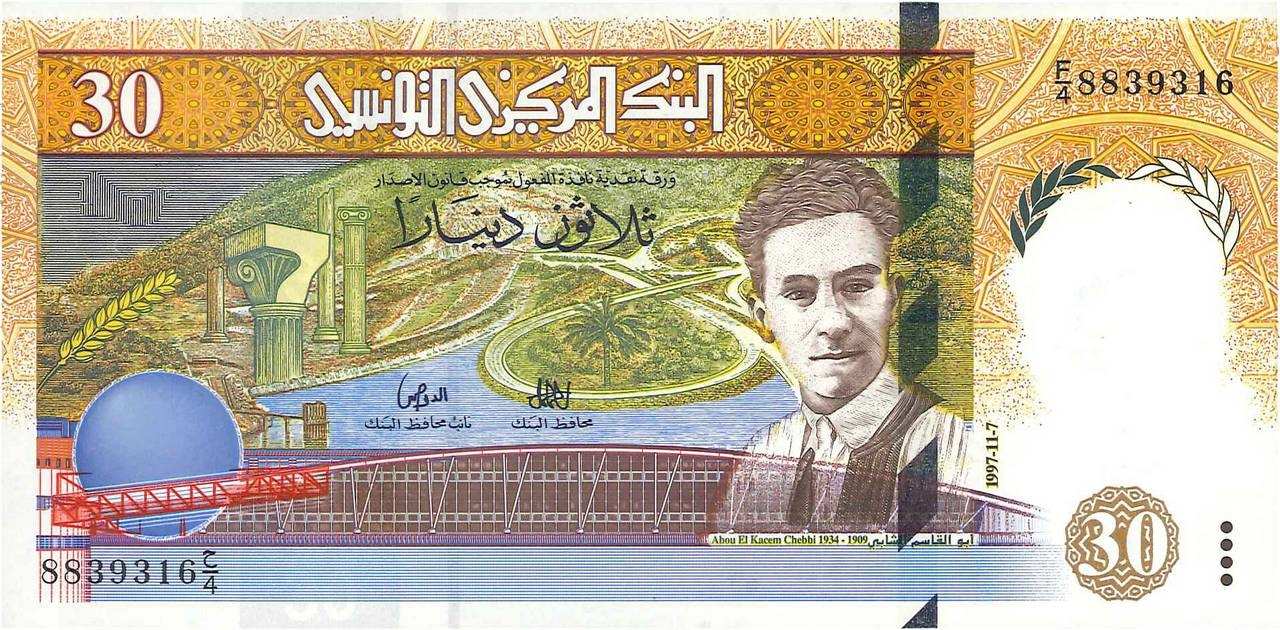
وجه ورقة 30 دينار بها صورة أبي القاسم الشابي (منذ عام 1997)

## قيل فيه
ويذكره الشاعر العراقي المعروف فالح الحجية في كتابه شعراء النهضة العربية فيقول فيه (فهو شاعر وجداني وهو برغم صغر سنه شاعر مجيد مكثر يمتاز شعره بالرومانسية فهو صاحب لفظة سهلة قريبة من القلوب وعبارة بلاغية رائعة يصوغها بأسلوب أو قالب شعري جميل فهو بطبيعته يرنو إلى النفس الإنسانية وخوالجها الفياضة من خلال توسيعه لدائرة الشعر وتوليد ومسايرة نفسيته الشبابية في شعر جميل وابتكار أفضل للمواضيع المختلفة بحيث جاءت قصيدته ناضجة مؤثرة في النفس خارجة من قلب معني بها ملهما إياها كل معاني التأثر النفسي بما حوله من حالة طبيعية مستنتجا النزعة الإنسانية العالية لذا جاء شعره متأثرا بالعالمين النفسي والخارجي).

## قصائده المغناة
- جزء من قصيد إرادة الحياة في النشيد الوطني لتونس.
- إرادة الحياة غناء وإنشاد عدد كبير من المغنين والمنشدين العرب.
- إلى طغاة العالم غناء لطيفة.
- اسكني يا جراح غناء أمينة فاخت وأبو بكر سالم بلفقيه وحمد الريح.
- عذبةٌ أنت - غناء الفنان محمد عبده.
- ألا انهض وسر - غناء ماجدة الرومي.
- قصيدة الراعي - غناء فيروز.

## وفاته

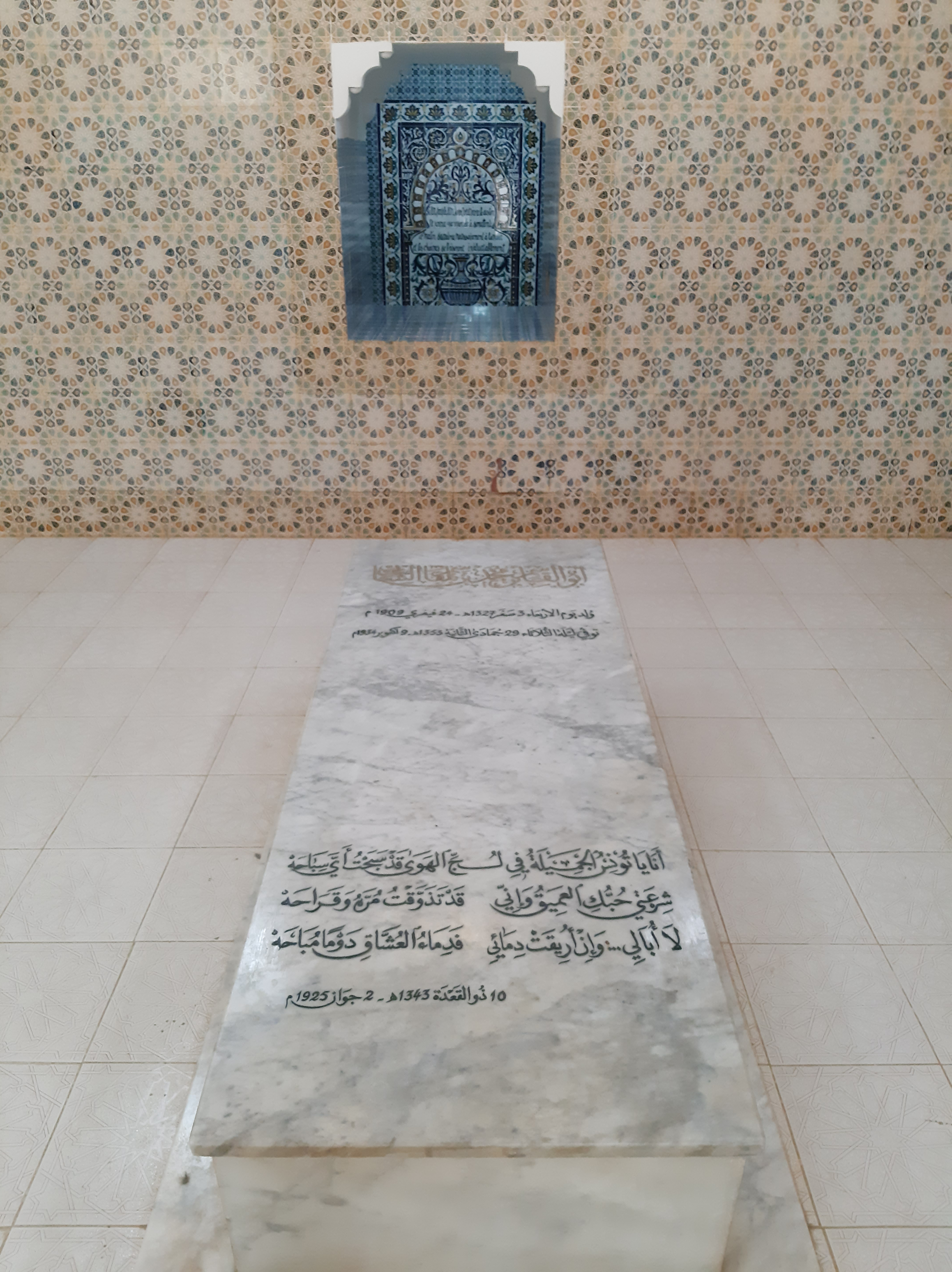
ضريح أبو القاسم الشابي

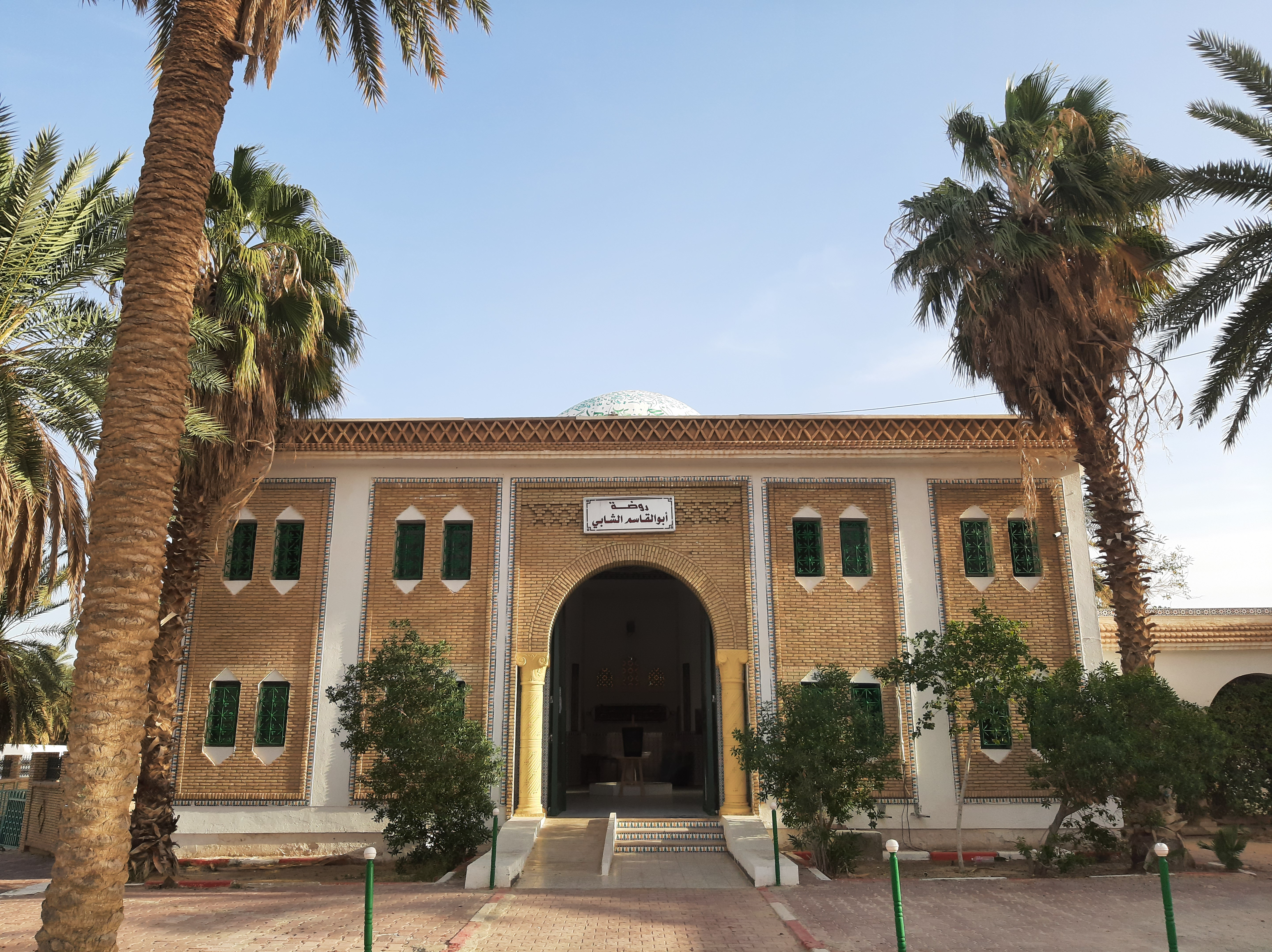
روضة أبو القاسم الشابي

أعيا المرض أبو القاسم الشابي، فدخل «مستشفى الطليان» في العاصمة التونسية في اليوم الثالث من شهر أكتوبر قبل وفاته بستة أيام ويظهر من سجل المستشفى أن أبا القاسم الشابي كان مصاباً بمرض القلب أو القلاب.
توفي أبو القاسم الشابي في المستشفى في التاسع من أكتوبر من عام 1934 فجراً في الساعة الرابعة من صباح يوم الاثنين الموافق لليوم الأول من رجب سنة 1353 هـ.
نقل جثمان الشابي في أصيل اليوم الذي توفي فيه إلى توزر ودفن فيها، وقد نال الشابي بعد موته عناية كبيرة ففي عام 1946 تألفت في تونس لجنة لإقامة ضريح له نقل إليه باحتفال جرى يوم الجمعة في السادس عشر من جماد الثانية عام 1365 هـ. ويعبر الشابي أجمل تعبير عن أنوار تونس والمغرب العربي التي استفادت منها بلاد المشرق كما هي الحال مع ابن خلدون والحصري القيرواني وابن رشيق وغيرهم المعبرين أنصع تعبير عن خصوصية المدرسة المغاربية أو مدرسة الغرب الإسلامي الذي تؤهله جغرافيته أن يكون الجسر بين الغرب والشرق والذي ظل مدافعاً عن الثغور ولم يمح رغم الداء والأعداء كما يقول الشابي.

## كتب ودراسات عنه
- أبو القاسم الشابي، عز الدين المدني وآخرون، تونس، 1984م.

### باللغة الإنجليزية
- لينة الجيوسي: "Songs of Life: Selections From the Poetry of Abu-I-Qasim, 1909–1934" (أغاني الحياة: مختارات من شعر أبي القاسم، 1909–1934)، ترجمة لأشعار أبو القاسم الشابي، صدر عام 1987 عن المؤسسة الوطنية للترجمة والتحقيق والدراسات في تونس – "مؤسسة بيت الحكمة".[58]

### باللغة الفرنسية
- عبد الرزاق شيريت، أبو القاسم الشابي، آبولونيا، تونس، 2002 (اقرأ على الإنترنت [الأرشيف]) (ISBN 978-9973-827-12-8)
- محمد فريد غازي، «البيئة الزيتونية من 1920 إلى 1933 وتدريب أبو القاسم الشابي، الشاعر التونسي (1909-1934)»، المجلة التونسية، 7، 1959
- أمير غديرا، الشابي أو عناء المعيشة، الذكرى المئوية، تونس، 2009
- إيناس الحرشاني، ياليت شعري... طبعات LCM، لومان، 2019 (ISBN 978-2-490-78012-9)
- محمد حسن زوزي -الشابي، فلسفة الشاعر. مثال للشاعر التونسي الناطق باللغة العربية - أبو القاسم الشابي، هارماتان، باريس، 2005 (اقرأ على الإنترنت [الأرشيف]) (ISBN 978-2-7475-9252-9)

### باللغة العربية
- أبو القاسم محمد خيرو، الشابي: حياته، شعره. طبعات الحورية، الحورية، تونس، 2009
- طارق بن سعد بريك القرني، الاستعارات الاتجاهية في أغاني الحياة للشابي، الرياض، السعودية، 2025

### باللغة الإيطالية
- سالفاتور موغنو، «مهنة الشاعر الوطني الصعبة» أغاني الحياة، طبعة ثنائية اللغة الطبعة العربية- الإيطالية، وترجم من اللغة العربية من قبل عماد مهيدب، التفسير الشعري قاسم حيدري، اختبار التمهيدي بواسطة سلفاتوري موغنو، مقدمة لعبد الرزاق بانو وتمهيد دي ألدو نيقوسيا، طبعة دي جيرولامو، تراباني، 2008، ص. 15-44 (ISBN 978-88-87778-20-5)

## وصلات إضافية
- (فيديو)... وثائقي عن حياة الشاعر أبو القاسم الشابي، من إنتاج قناة الجزيرة.

## روابط خارجية
- أبو القاسم الشابي على موقع ميوزك برينز (الإنجليزية)
- أبو القاسم الشابي على موقع ديسكوغز (الإنجليزية)

## مقالات ذات صلة
- نشيد الجبار أو هكذا غنى بروميثيوس (قصيدة)
- خليفة التليسي
- جماعة تحت السور